# Pseudomyrmex pazosi
Pseudomyrmex pazosi är en myrart som först beskrevs av Santschi 1909.  Pseudomyrmex pazosi ingår i släktet Pseudomyrmex och familjen myror. Inga underarter finns listade i Catalogue of Life.